# Mvele (peuple)
Pour les articles homonymes, voir Bamvele.
Les Mvele (ou Mvelé, Bamvele) sont une population du Cameroun vivant dans la région du Centre, dans le département de la Mefou et Afamba, également dans la région de l'Est, dans le département du Lom-et-Djérem. Ils font partie du grand groupe des Beti.

## Langue
Ils parlent le mvele (ou bebele), une langue beti[réf. incomplète].